# ハイイールド債
ハイイールド債（ハイイールドさい、英: high yield bond）とは、高利回りの債券のこと。投機的格付債（英: speculative-grade bond）、ジャンク債（ジャンクボンド、英: junk bond）と呼ばれるものとほぼ同義である。
具体的には格付け機関が行なう格付けにおいてダブルB以下、即ち、S&P社ならBB以下、ムーディーズ社ならBa以下に格付けされた債券を指す。普通ハイイールド債は社債同士を比べた評価・表現である。ハイイールド債は、一般的に信用格付けが低く、元本割れが発生するリスクが高い分、利回りは高く設定されている。このハイイールド債（ジャンクボンド）を分析し、期待値の高い銘柄をポートフォリオに組んで成功したのがマイケル・ミルケンであり、それゆえ彼はジャンクボンドの帝王と呼ばれた。
総収益値の分散を小さくするには巨大なポートフォリオが必要となる。1989年におけるハイイールド債の主要な投資家は次のとおりであった。まずミューチュアル・ファンド（30％）、保険会社（30％）、年金基金（15％）、外国投資家（9％）、貯蓄貸付組合（7％）、個人投資家（5％）、企業（3％）、証券会社（1％）。投資家の資質よりも資金力がポートフォリオの収益性を安定させる鍵であった。
なお、ハイイールド債とは逆に、信用格付けが高く元本割れが発生するリスクが低いものを投資適格債と呼ぶ。デフォルトリスクの低い公債が投資適格債の代表である。